# サルジウト

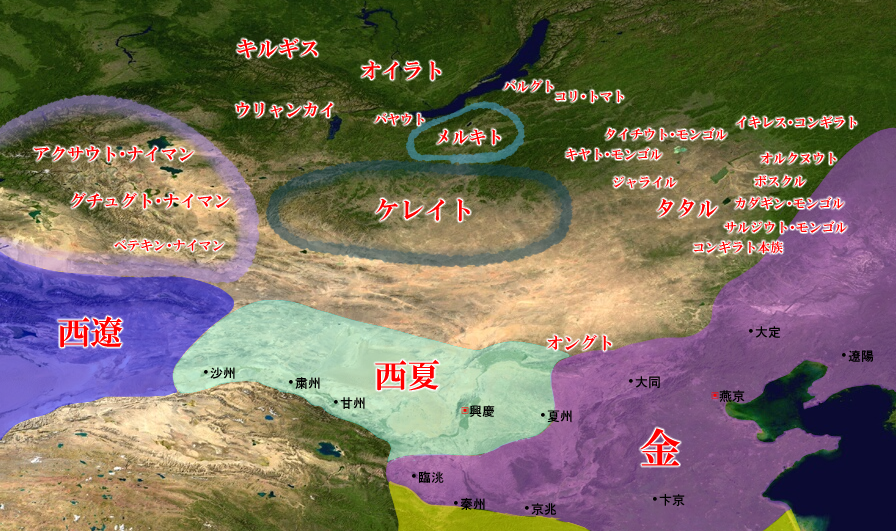
12世紀のモンゴル高原の諸部族

サルジウト（モンゴル語: Salǰi'ud、中国語: 散只兀）とは、モンゴル部に属する遊牧集団の名称。『元史』などの漢文史料では散竹台/珊竹帯/珊竹/山只昆/撒勒只兀惕、『集史』ではSālǰīūtと記される。

## サルジウトの起源
『元朝秘史』によると、ボルテ・チノ（蒼き狼）の子孫にドブン・メルゲンという人物がおり、その妻がアラン・ゴアであった。ドブン・メルゲンに先立たれた後、アラン・ゴアは光の精の子供を身ごもり、ブグゥ・カタギ、ブカトゥ・サルジ、ボドンチャルという三人の子供が生まれた。この3兄弟の子孫がそれぞれカタギン氏、サルジウト氏、ボルジギン氏になったという。
後にモンゴル部ではボルジギン氏が支配氏族となり、その一派キヤト・ボルジギン氏からチンギス・カンが登場しモンゴル帝国を建国した。しかしカタギン氏・サルジウト氏がボルジギン氏に近しい一族であることはモンゴル帝国-大元ウルスでも強く意識されており、「国家（＝帝室）と同源にして異流」、「[サルジウトの]祖先は国家（＝帝室）と同じ出自で臣族の中でも最も高貴」と表現されている。
12世紀のモンゴル部の中でカタギン氏・サルジウト氏はかなり強力な氏族であり、『金史』には「合底忻部」「山只昆部」として登場する。『金史』によるとこの2つの部族は北方の強力な部族で、他の勢力に属さず、タタル部やコンギラト部の間を往来し、屡々金朝の辺境に侵攻したという。また金の承安3年（1198年）には、王族の完顔宗浩が軍を率いて忒里葛山でベルグテイ（白古帯）率いるカタギン、クビライ（胡必剌）率いるサルジウトの連合軍を破ったことが記録されている。
『金史』の記述などから当時のカタギン氏・サルジウト氏の遊牧地はフルンボイル地方の東北方、ハイラル川・アルグン川方面であったと推測されている。アルグン川一帯はモンゴル部の源住地であるが、ブルカン・カルドゥンを本拠地とするボルジギン氏の遊牧地より遠く離れており、この頃既にカタギン氏・サルジウト氏とボルジギン氏は密接な関係を有していなかったと見られる。

## チンギス・カンの時代
チンギス・カン率いるキヤト・ボルジギン氏から離れて遊牧するカタギン氏・サルジウト氏はあまりチンギス・カンに好意的でなく、カタギン部族長バクゥ・チョロギ (Baqu Čorogi) とサルジウト部族長チルギダイ・バートル (Čirgidai Ba'atur) はタイチウト、ドルベン、タタルといった諸族と協力してジャムカをグル・カンに擁立し、チンギス・カン率いるキヤト・ボルジギン氏と対立した。
カタギン氏・サルジウト氏は何度もチンギス・カン率いる軍隊と闘った末、最終的にナイマン部が敗れた時にカタギン氏・サルジウト氏はチンギス・カンに降伏した。しかし『集史』によると長期間にわたる戦争によってカタギン氏・サルジウト氏の兵の多くは殺され、生き残った者は皆奴婢の身分とされた。また、この時チンギス・カンは「[我が一族は]彼等の娘は娶らないし、[彼等に]娘を与えもしない」と語ったという。実際に、カタギン氏・サルジウト氏出身の人物で1206年チンギス・カンがモンゴル帝国を建国した時、千人隊長に任ぜられた者は一人もいなかった。

## モンゴル帝国時代
サルジウト部は1206年時点でこそモンゴル帝国で千人隊長クラスの人材を出していなかったものの、この後サルジウト部出身の人物幾人かがチンギス・カンに仕えて著名になった。彼等は主に東アジアを活躍の舞台としたため、『元史』に列伝が立てられている。チュンジカイ（純只海）、ボロルダイはチンギス・カンのケシクに入って功績を挙げ、やがて中国方面の将軍として抜擢されるようになった。
また、ウヤルは旧金領のキタイ軍を統轄して千人隊長に任ぜられ、『集史』でもウーヤール・ワーンシーとして記録されている。

## 系図
アラン・コアの子サルジウト氏族の祖ブカトゥ・サルジ。